# Linfoblasto

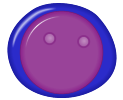
Linfoblasto

Hematopoiese em humanos.

Linfoblasto é uma célula precursora linfóide imatura, diferindo do linfócito maduro. Linfoblastos são encontrados em medulas ósseas normais, em pequena porcentagem.
Na leucemia linfóide aguda (LLA) existe grande proliferação clonal destas células na medula óssea, sendo que as mesmas podem aparecer no sangue periférico.
Em comparação com o linfócito maduro, o linfoblasto apresenta maior abundância citoplasmática e núcleo com cromatina menos condensada. Podem ser visíveis um ou mais nucléolos.